# Əyelder Ligasy
Əyelder Ligasy – najwyższa w hierarchii klasa kobiecych ligowych rozgrywek piłkarskich w Kazachstanie, będąca jednocześnie najwyższym szczeblem centralnym (I poziom ligowy), utworzona w 2000 roku i zarządzana przez Kazachski Związek Piłki Nożnej (KFF). Zmagania w jej ramach toczą się cyklicznie (co sezon) i przeznaczone są dla 6 najlepszych krajowych klubów piłkarskich. Jej triumfator zostaje Mistrzem Kazachstanu. Tak jak Kazachstan w rankingu UEFA zajmuje pozycję wśród 16 najlepszych kobiecych związków, to mistrz i wicemistrz kwalifikują się do Ligi Mistrzyń UEFA.

## Historia
Pierwsze oficjalne rozgrywki piłki nożnej kobiet na poziomie krajowym odbyły się w sezonie 2000, wcześniej kazachskie kluby brali udział w mistrzostwach Azji Środkowej. Liczba uczestniczących drużyn była różna w poszczególnych latach: 4 drużyny w 2008 roku, 7 klubów w 2009 roku i 5 klubów w 2015 roku, w 2021-2022 znów 6 drużyn.
Mistrzostwa odbywają się od wiosny do jesieni i składają się z kilku rund.

## System rozgrywek
Rozgrywki składają się z kolejek spotkań rozgrywanych pomiędzy drużynami systemem kołowym. Każda para drużyn rozgrywa ze sobą cztery mecze - dwa w roli gospodarza, dwa jako goście. Mecze rozgrywane rundami. Każda z czterech rund odbywa się w wyznaczonym wcześniej mieście. Każdego dnia odbywa się jedna kolejka, a następna dwa dni później. Po zakończeniu sezonu zwycięzca turnieju otrzymuje tytuł mistrza Kazachstanu. Brak spadków.

## Skład ligi w sezonie 2024
| Klub          | Miasto     |
| ------------- | ---------- |
| Aktöbe FK     | Aktobe     |
| BIIK-Szymkent | Szymkent   |
| Okżetpes      | Kokczetaw  |
| Ordabasy      | Szymkent   |
| Tomiris-Turan | Turkiestan |

## Mistrzowie i pozostali medaliści
| Sezon                              | K | K | T  | Mistrz        | Wicemistrz       | III miejsce     | Br. | Król strzelców                                                      | Uwagi    |
| Kobieca Liga (kaz. Әйелдер лигасы) |   |   |    |               |                  |                 |     |                                                                     |          |
| 2000                               |   |   | 1  | KTŻ           |                  |                 |     |                                                                     | ? klubów |
| 2001                               |   |   | 2  | KTŻ           |                  |                 |     |                                                                     | ? klubów |
| 2002                               |   |   | 3  | KTŻ           |                  |                 |     |                                                                     | ? klubów |
| 2003                               |   |   | 4  | KTŻ           |                  |                 |     |                                                                     | ? klubów |
| 2004                               |   |   | 5  | Ałma-KTŻ      |                  |                 |     |                                                                     | 6 klubów |
| 2005                               |   |   | 6  | Ałma-KTŻ      | Rachat-Wiktorija | ORBMŻSM-2       |     |                                                                     | 6 klubów |
| 2006                               |   |   | 7  | Ałma-KTŻ      | Ałma-KTŻ-2       | Szachtior-KarMU |     |                                                                     | 7 klubów |
| 2007                               |   |   | 8  | Ałma-KTŻ-1    | Szachtior-KarMU  | Ałma-KTŻ-2      |     |                                                                     | 6 klubów |
| 2008                               |   |   | 9  | Ałma-KTŻ      | Żerim-KU         | Szachtior-KarMU |     |                                                                     | 4 kluby  |
| 2009                               |   |   | 1  | BŻMORSM-2     | Żerim-KU         | Ałma-KTŻ-BIIK   | ?   | Marija Jałowa (ORMBMŻSM-2)                                          | 7 klubów |
| 2010                               |   |   | 2  | ŻSSzMM        | BIIK-Kazygurt    | Żerim-KU        |     |                                                                     | 5 klubów |
| 2011                               |   |   | 1  | BIIK-Kazygurt | ŻSSzMM-Kajrat    | Żerim-KU        |     |                                                                     | 7 klubów |
| 2012                               |   |   | 3  | ŻSSzMM-Kajrat | BIIK-Kazygurt    | Koksze          |     |                                                                     | 7 klubów |
| 2013                               |   |   | 2  | BIIK-Kazygurt | ŻSSzMM-Kajrat    | Żetysu          | 58  | Gulnara Gabelia (BIIK-Kazygurt)                                     | 7 klubów |
| 2014                               |   |   | 3  | BIIK-Kazygurt | ŻSSzMM-Kajrat    | Żerim-KU        | 48  | Gulnara Gabelia (BIIK-Kazygurt)                                     | 6 klubów |
| 2015                               |   |   | 4  | BIIK-Kazygurt | ŻSSzMM-Barys     | Koksze          | 30  | Gulnara Gabelia (BIIK-Kazygurt)                                     | 5 klubów |
| 2016                               |   |   | 5  | BIIK-Kazygurt | Astana FK        | ŻSSzMM-Barys    | 24  | Irina Czukisowa (Astana)                                            | 5 klubów |
| 2017                               |   |   | 6  | BIIK-Kazygurt | Okżetpes         | ŻSSzMM-Barys    | 19  | Gulnara Gabelia (BIIK-Kazygurt)                                     | 5 klubów |
| 2018                               |   |   | 7  | BIIK-Kazygurt | Okżetpes         | OMBŻSM-2        | ?   | Gulnara Gabelia (BIIK-Kazygurt)                                     | 5 klubów |
| 2019                               |   |   | 8  | BIIK-Kazygurt | Okżetpes         | BŻMORSM-8       | 26  | Adila Wyłdanowa (BIIK-Kazygurt)                                     | 6 klubów |
| 2020                               |   |   | 9  | BIIK-Kazygurt | Okżetpes         | BŻMORSM-8       | ?   | Begajym Kyrgyzbajewa (Okżetpes)                                     | 5 klubów |
| 2021                               |   |   | 10 | BIIK-Kazygurt | Tomiris-Turan    | Okżetpes        | 32  | Gulnara Gabelia (BIIK-Kazygurt), Racheal Kundananji (BIIK-Kazygurt) | 6 klubów |
| 2022                               |   |   | 11 | BIIK-Kazygurt | Okżetpes         | Tomiris-Turan   | 42  | Marie Ngah Manga (Okżetpes)                                         | 6 klubów |
| 2023                               |   |   | 12 | BIIK-Szymkent | Tomiris-Turan    | Okżetpes        | 20  | Adila Mamyrowa (Tomiris-Turan)                                      | 5 klubów |
| 2024                               |   |   |    |               |                  |                 |     |                                                                     | 5 klubów |

## Statystyka

### Klasyfikacja według klubów
W dotychczasowej historii Mistrzostw Kazachstanu na podium oficjalnie stawało w sumie 11 drużyn. Liderem klasyfikacji jest BIIK-Szymkent, który zdobył 12 tytułów mistrzowskich.
Stan na 31.12.2023.
| Lp. | Klub             | Miejsca na podium | Miejsca na podium | Miejsca na podium | Zwycięskie sezony                                    |   |   |                                                                              |
| --- | ---------------- | ----------------- | ----------------- | ----------------- | ---------------------------------------------------- | - | - | ---------------------------------------------------------------------------- |
| Lp. | Klub             | 1.                | BIIK-Szymkent     | 13                | Zwycięskie sezony                                    | 2 | 1 | 2011, 2013, 2014, 2015, 2016, 2017, 2018, 2019, 2020, 2021, 2022, 2023, 2024 |
| 2.  | Ałma-KTŻ         | 9                 | 0                 | 0                 | 2000, 2001, 2002, 2003, 2004, 2005, 2006, 2007, 2008 |   |   |                                                                              |
| 3.  | ŻSSzMM-Barys     | 3                 | 4                 | 2                 | 2009, 2010, 2012                                     |   |   |                                                                              |
| 4.  | Okżetpes         | 0                 | 7                 | 7                 |                                                      |   |   |                                                                              |
| 5.  | Tomiris-Turan    | 0                 | 2                 | 1                 |                                                      |   |   |                                                                              |
| 6.  | Ałma-KTŻ-2       | 0                 | 1                 | 2                 |                                                      |   |   |                                                                              |
| 6.  | Szachtior-KarMU  | 0                 | 1                 | 2                 |                                                      |   |   |                                                                              |
| 6.  | Żas Sunkar       | 0                 | 1                 | 2                 |                                                      |   |   |                                                                              |
| 9.  | Rachat-Wiktorija | 0                 | 1                 | 0                 |                                                      |   |   |                                                                              |
| 10. | OMBŻSM-2         | 0                 | 0                 | 1                 |                                                      |   |   |                                                                              |
| 10. | Żetysu           | 0                 | 0                 | 1                 |                                                      |   |   |                                                                              |

### Klasyfikacja według miast
Siedziby klubów: Stan na 31.12.2023.
| Miasto   | Liczba tytułów | Drużyny                        |
| -------- | -------------- | ------------------------------ |
| Ałmaty   | 12             | Ałma-KTŻ (9), ŻSSzMM-Barys (3) |
| Szymkent | 12             | BIIK-Szymkent (12)             |

## Uczestnicy
W 25 ligowych sezonach Mistrzostw Kazachstanu rozgrywanych od sezonu 2000 aż do sezonu 2024 wzięło udział 19 zespołów. Żaden z zespołów nie uczestniczył we wszystkich sezonach w elicie.
Pogrubione zespoły biorące udział w sezonie 2024.
- 20 razy: Okżetpes (Żerim-KU, Koksze)
- 16 razy: BIIK-Szymkent (Ałma-KTŻ-BIIK, BIIK-Kazygurt)
- 13 razy: Żas Sunkar (Akku, BŻORSM-8, Astana-64)
- 12 razy: BŻMORSM-17 (BIIK-BŻORSM-7, BŻSM-7)
- 11 razy: Szachtior-KarMU
- 9 razy: Ałma-KTŻ, ŻSSzMM-Barys (BŻMORSM-2, ŻSSzMM-Kajrat, ŻSSzMM)
- 6 razy: OMBŻSM-2
- 4 razy: Ałma-KTŻ (BŻORSM-2), Tomiris-Turan
- 3 razy: Kajsar (Kyzyłorda), Kyzyłżar, Rachat-Wiktorija, Wostok-SzKU, Żetysu
- 2 razy: Aktöbe FK, Namys
- 1 raz: Okżetpes-2 (Żerim-2), Ordabasy